# جک مارکل
جک مارکل (انگلیسی: Jack Allan Markell؛ زادهٔ ۲۶ نوامبر ۱۹۶۰) یک سیاست‌مدار اهل ایالات متحده آمریکا است.
مارکل فرماندار کنونی ایالت دلاویر از حزب دموکرات ایالات متحده آمریکا است که در تاریخ ۲۰ ژانویه ۲۰۰۹ میلادی به عنوان فرماندار انتخاب شد و تا سال ۲۰۱۷ در این سمت باقی خواهد ماند.